# Sode guruma jime
Sode guruma jime (袖車絞め, « étranglement avec les manches en forme de roue »)  est une technique d'étranglement en judo impliquant l'usage du judogi et où sont compressés les carotides ou la trachée de l'adversaire. Cette technique est reconnue par le Kōdōkan qui la classe dans la catégorie katame waza (« technique de maîtrise »), sous catégorie shime waza (« technique d'étranglement »). 

## Mise en œuvre
Cet étranglement peut être accompli depuis différentes positions. Il peut par exemple s'effectuer de face de la façon suivante :
1. le judoka enroule un bras derrière la nuque de l'adversaire et saisit avec la main de ce bras la manche de son bras opposé;
2. en utilisant la prise sur la manche comme levier, l'avant-bras libre est pressé contre la gorge de l'adversaire;

Dans cette version de sode guruma jime avec usage du gi, l'étroitesse de l'étranglement peut être accru par une rotation des avant-bras de façon à faire pivoter le radius du bras placé derrière la nuque de l'adversaire contre celle-ci, et le cubitus de l'autre bras contre la gorge. 
Il existe également des versions adaptées pour des sports de grappling où les compétiteurs ne portent pas un gi.

## Évolution de la technique et de sa désignation
Selon le judoka Koji Komuro dont sode guruma jime est la technique favorite, cet étranglement était nommé kuruma jime (« étranglement en roue ») ou hadaka jime (« étranglement à mains nues ») en kosen judo avant que le terme sode guruma jime soit utilisé par le Kōdōkan en 1985. Sode guruma jime est aussi connu sous le nom « Ezequiel » en jiujitsu brésilien, d'après le nom du judoka brésilien Ezequiel Paraguassu (en). 
Koji Komuro indique également que sode guruma jime était déjà pratiqué en Tenjin Shin'yo Ryu (un des styles de jujutsu pratiqué par Jigoro Kano avant de fonder le judo) et Totsuka Yoshin Ryu. Il note néanmoins que l'application de la technique dans ces écoles de jujutsu était différente, qu'elle était appliquée depuis le dos de l'adversaire et qu'elle était nommé ushiro juji jime (« étranglement en croix depuis l'arrière »).  
C'est toutefois sous le nom sode guruma jime que ce même étranglement en croix depuis l'arrière est présenté dans un ouvrage de  Mikinosuke Kawaishi publié pour la première fois en 1952. Dans cette version, Tori (placé derrière son partenaire) enroule son avant-bras gauche par son bord radial en avant et sur la droite du cou de son partenaire pour saisir le revers gauche de ce dernier avec la main gauche (le pouce vers l'extérieur). De son autre main, il vient saisir le gi de son partenaire au niveau du deltoïde gauche de celui-ci, son avant-bras droit bloquant la nuque de son partenaire avec son bord cubital. L'étranglement est alors appliqué en exécutant un mouvement de tenaille avec les deux bras. Cette dernière version est aussi connue sous le nom de "Baseball bat choke" inversé en jiujitsu brésilien. 

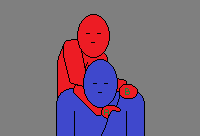
Ancienne variante de "sode guruma jime" historiquement connue en judo sous ce même nom ou "ushiro juji jime". La lettre "A" indique la main gauche de Tori (en rouge), et "B" indique sa main droite.